# Arditi distruttori della Regia Aeronautica
Il battaglione Arditi Distruttori della Regia Aeronautica (ADRA) fu un reparto di incursori della Regia Aeronautica. Sono considerati i precursori dell'odierno 17º Stormo Incursori.

## Storia
Durante la seconda guerra mondiale era necessario disporre di unità altamente specializzate addirittura per una sola operazione per volta. A tale scopo furono creati gli ADRA.

### Formazione
Gli ADRA (Arditi Distruttori della Regia Aeronautica) furono istituiti con una circolare del 28 luglio 1942 con cui lo stato maggiore della Regia Aeronautica decide l'avvio di un corso di arditi paracadutisti, con gli specifici compiti di effettuare azioni di sabotaggio su installazioni nemiche, aviotrasportate, anfibie o con altri mezzi. La forza iniziale era di 300 uomini.
Quando il colonnello pilota paracadutista Giuseppe Baudoin de Gilette era diventato il padre spirituale di tutti i paracadutisti italiani, dalla scuola militare di Tarquinia uscivano pronti alle prime operazioni i paracadutisti della Folgore, del Battaglione P e del Battaglione ADRA.
Il primo obiettivo dell'ADRA doveva essere:
(Trasmesso dallo stato maggiore della R.A.)

### Il battaglione
Nel novembre 1942 il battaglione ADRA venne incorporato nel neocostituito 1º Reggimento d'assalto "Amedeo d'Aosta" della Regia Aeronautica, insieme al 1º Battaglione paracadutisti e al Battaglione riattatori "Loreto", che doveva presidiare le installazioni aeree occupate, con una forza complessiva di 1.500 uomini; entrambi erano stati creati in occasione dell'Operazione C3 su Malta, poi sfumata. 
Il Cap. paracadutista Araldo de Angelis assunse il comando del Btg A.D.R.A. il 16 ottobre 1942 e lo conservò per oltre 7 mesi, fino al 28 maggio del 1943, data sotto
la quale lo passò al T.Col. Edvino Dalmas (fonte Archivio Storico S.M.A.), che lo detenne per poco più di tre mesi, fino all'8 settembre 1943. 
Il 9 giugno del 1943, poco prima dell'armistizio e dopo 12 giorni di comando del T. Col. Dalmas, il battaglione compì la sua prima missione per le forze dell'Asse. L'incarico era quello di paracadutarsi in pattuglie di dieci uomini, precisamente dieci pattuglie affiancate da altre quattro del 10º Reggimento Arditi, su vari aeroporti alleati nell'Africa settentrionale, e distruggere il maggior numero possibile di velivoli.
La parte operativa della missione ebbe inizio il 13 giugno, quando le pattuglie presero il volo da vari aeroporti di Sicilia, Sardegna, Provenza e Creta. Il 12 giugno, infatti, da Rimini, dove gli ADRA ed i loro colleghi del R.E. avevano trascorso una breve licenza, partirono gli SM 82 con a bordo le pattuglie di incursori, diretti agli aeroporti di Selon de Provence (Francia), Decimomannu (Sardegna), Gerbini (Sicilia) ed Heraklion (Creta). Da queste basi, il pomeriggio del giorno successivo, gli arei decollarono per effettuare incursioni sulle basi aeree alleate situate in Algeria, Tunisia e Libia.  Due pattuglie non poterono partire, per la distruzione di 2 velivoli ad opera di una incursione aerea alleata.
(Fabrizio Storti)
Tutti i partecipanti all'operazione, quindi, caddero prigionieri, ma i due eroici Arditi, Procida e Cargnel, da soli riuscirono a dare una valenza positiva all'azione.

### Sicilia, luglio 1943, l'ultima missione
Nel corso dello sbarco in Sicilia, due pattuglie ADRA furono lanciate oltre le linee nemiche, nella parte dell'isola occupata dagli alleati, per compiere missioni di sabotaggio, fra il 21 e il 26 luglio 1943.
Dei 10 Arditi Distruttori lanciati, 5 riuscirono a rientrare nelle linee nazionali dopo aver compiuto la missione e furono decorati di Medaglia d'argento al valor militare "sul campo".
I cinque arditi rientrati nelle linee e decorati con Medaglia d'Argento erano:
- Sergente maggiore ardito paracadutista Sebastiano Urso,  da Catania.
- Aviere governo ardito paracadutista Raimondo Carlini,  da Cagliari.
- Aviere scelto governo ardito paracadutista Franco Costanzo,  da Cuneo.
- Aviere scelto elettricista ardito paracadutista Guido Esposti, da Roma.
- Aviere governo ardito paracadutista Dionisio Scalco, da Brescia.

8 settembre 1943
L'8 settembre 1943 il Btg ADRA era dislocato sull'Aeroporto di Centocelle. Dopo aver ascoltato per radio la comunicazione del Capo del Governo Badoglio, il T. Col. Dalmas, cui il Cap. de Angelis aveva ceduto il comando del Btg poco più di tre mesi prima, fece le sue scelte politiche, ordinò al Battaglione di consegnare le armi ai Tedeschi e, riunita la parte concorde con la sua decisione, aderì alla R.S.I. Il Cap. de Angelis si ribellò a questa scelta e, radunata buona parte del Btg ed esortatala a seguire le scelte del Governo legittimo, si svincolò dai Tedeschi e diede inizio alla partecipazione alla guerra di liberazione. In un primo tempo combatté, a capo dei suoi A.D.R.A., a fianco dei Granatieri di Sardegna, quindi, sempre a capo dei suoi Arditi, agì autonomamente fino al mese di giugno 1944, data della liberazione di Roma. Per questo suo comportamento si guadagnò la promozione "sul campo" al grado di Maggiore e due M.A.V.M., la prima per l'azione del 9/10 settembre e la seconda, "sul campo", per l'attività svolta nel periodo 10 settembre 1943/5 giugno 1944. Entrambe le due decorazioni citano che le azioni del Cap. de Angelis si sono svolte tutte a capo del suo Battaglione di Arditi che ha mantenuto compatto per tutta la durata della guerra di liberazione (fonte: Stato di Servizio del Cap. de Angelis, Archivio Storico dello Stato Maggiore A.M., Istituto del Nastro Azzurro - Decorati al Valor Militare, Relazione per il conferimento della Medaglia d'oro al Merito Civile al Quartiere Romano di Centocelle a cura di Riccardo Sansone, Atti dell'Associazione Nazionale Combattenti Forze Armate Regolari Guerra di Liberazione ANCFARGL).